# Ploscsagy Revoljucii metróállomás
A moszkvai metró 3-as számú, kék színnel jelzett, Arbatszko-Pokrovszkaja nevű vonalának Ploscsagy Revoljucii állomása a Tverszkoj kerületben, a főváros Központi közigazgatási körzetében, a Kreml északi sarka és a Vörös tér közelében található. Az állomásról átszállási lehetőség nyílik az Tyeatralnaja (Zamoszkvoreckaja vonal) állomásra (az átszállás eleinte a közös felszíni bejárati csarnokon keresztül volt lehetséges, később azonban kiépítették a föld alatt gyalogos összeköttetéseket is), illetve azon keresztül az Ohotnij Rjad (Szokolnyicseszkaja vonal) állomásra.
A 34 méter mélyen fekvő, három csöves, pilonos kiképzésű, szigetperonos állomást bányászati módszerekkel építették és 1938. március 13-án adták át az Ulica Kominterna (ma Alekszandrovszkij szad) és a Kurszkaja állomás közötti szakasz megnyitásakor. Az állomás műemléki védettség alatt áll, tervezője Alekszej Nyikolajevics Duskin volt. Nevét a közelében található azonos nevű térről kapta, aminek neve 1918-ig Ploscsagy Voszkreszenszkaja volt. Szomszédos állomásai ezen a vonalon az Arbatszkaja és a Kurszkaja.

## Díszítése

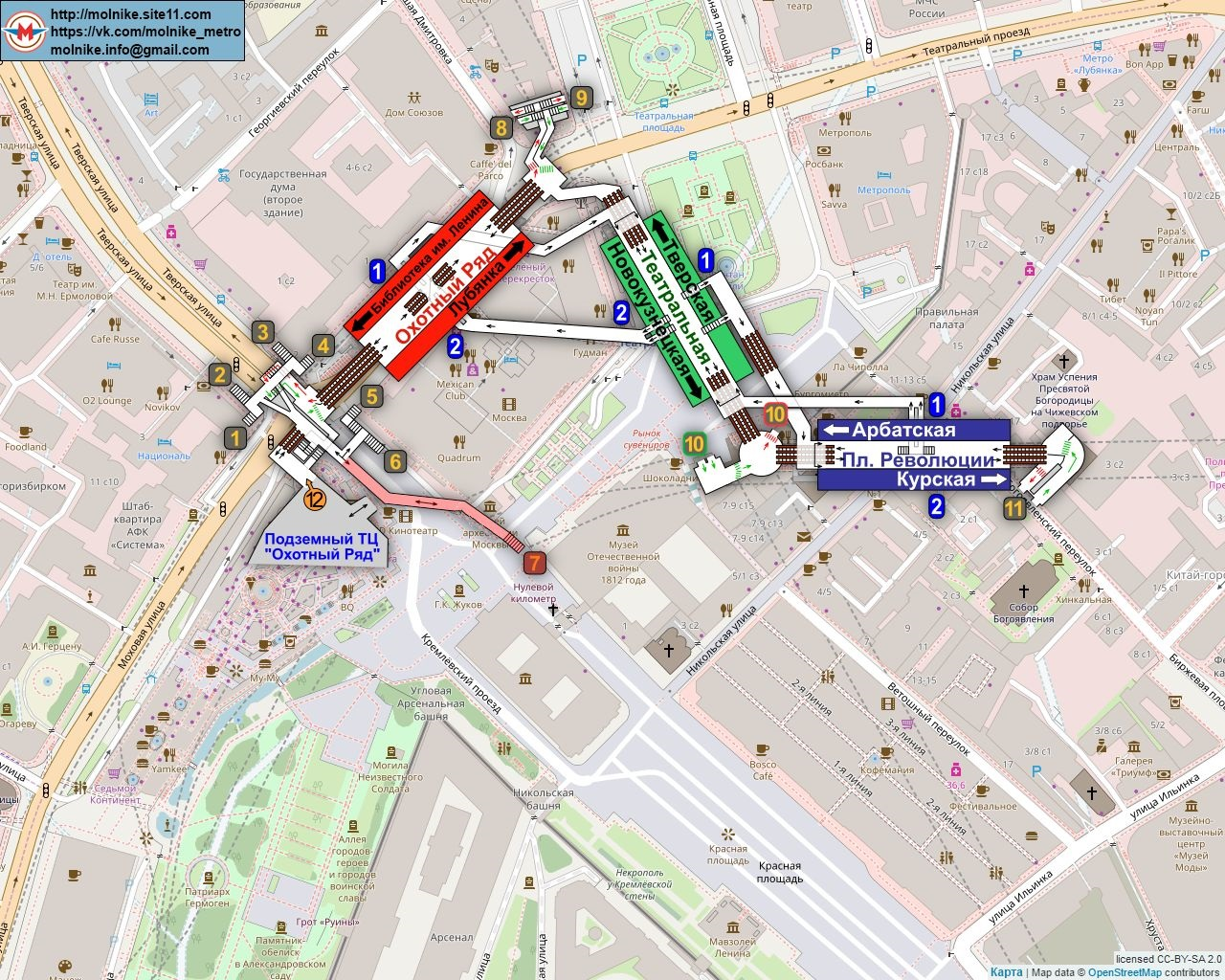
A csomópont három állomása a város térképén, jobbra kékkel a Ploscsagy Revoljucii

Az állomás jellegzetessége a mindennapi életből vett alakokat, munkásokat, parasztokat, katonákat, sportolókat a szocialista realizmus stílusában ábrázoló 76 egyedi bronzszobor.

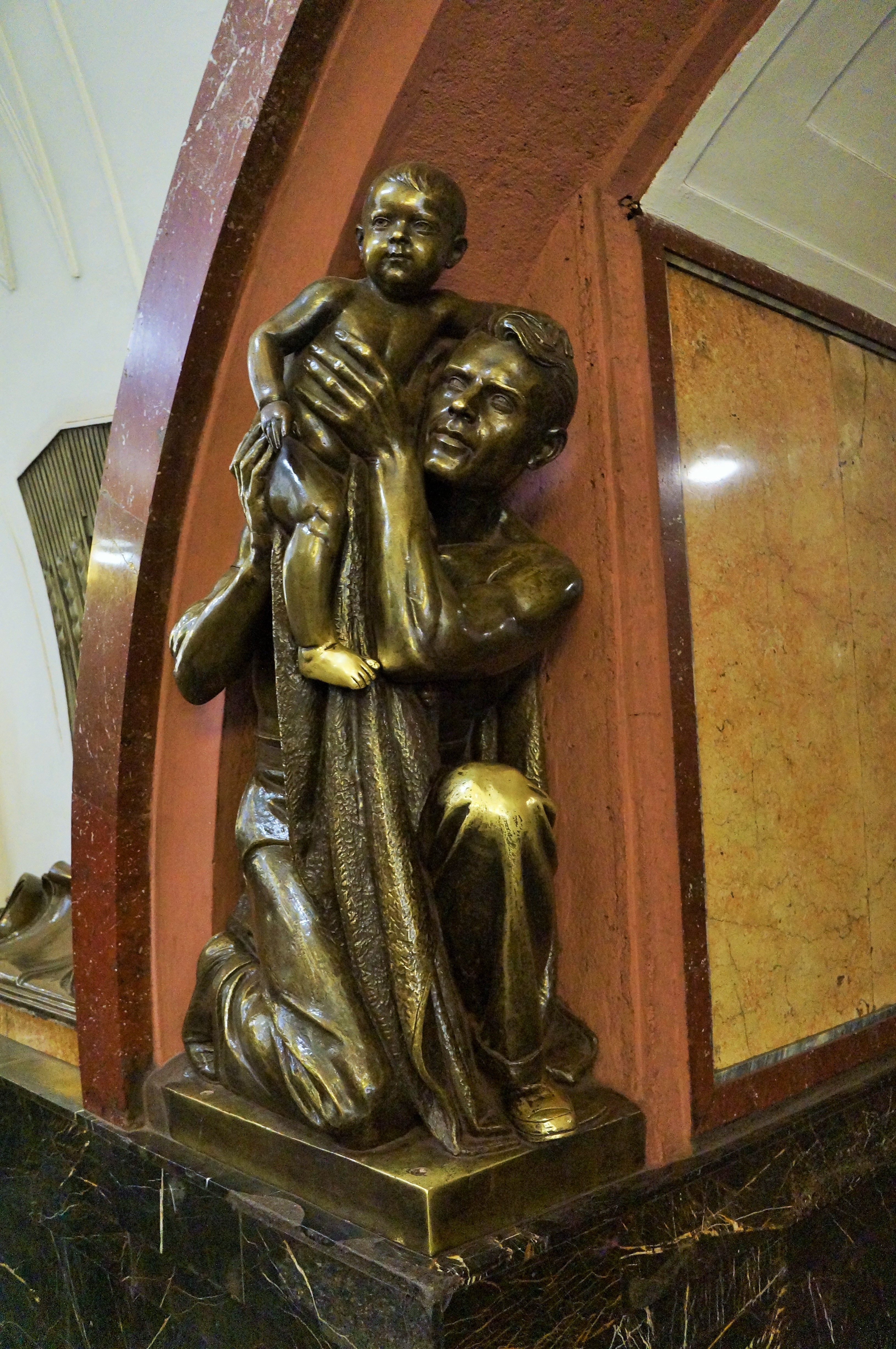
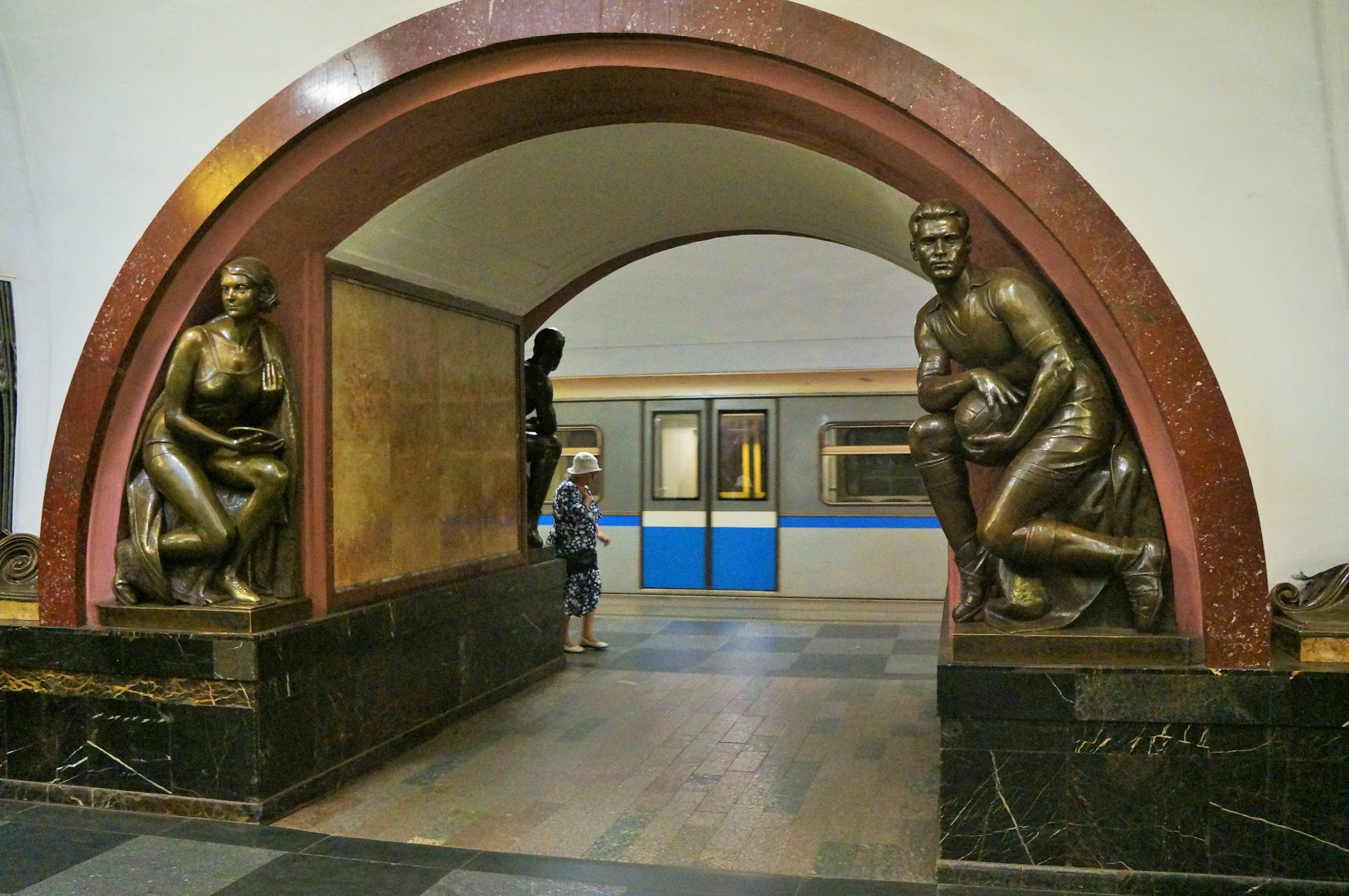
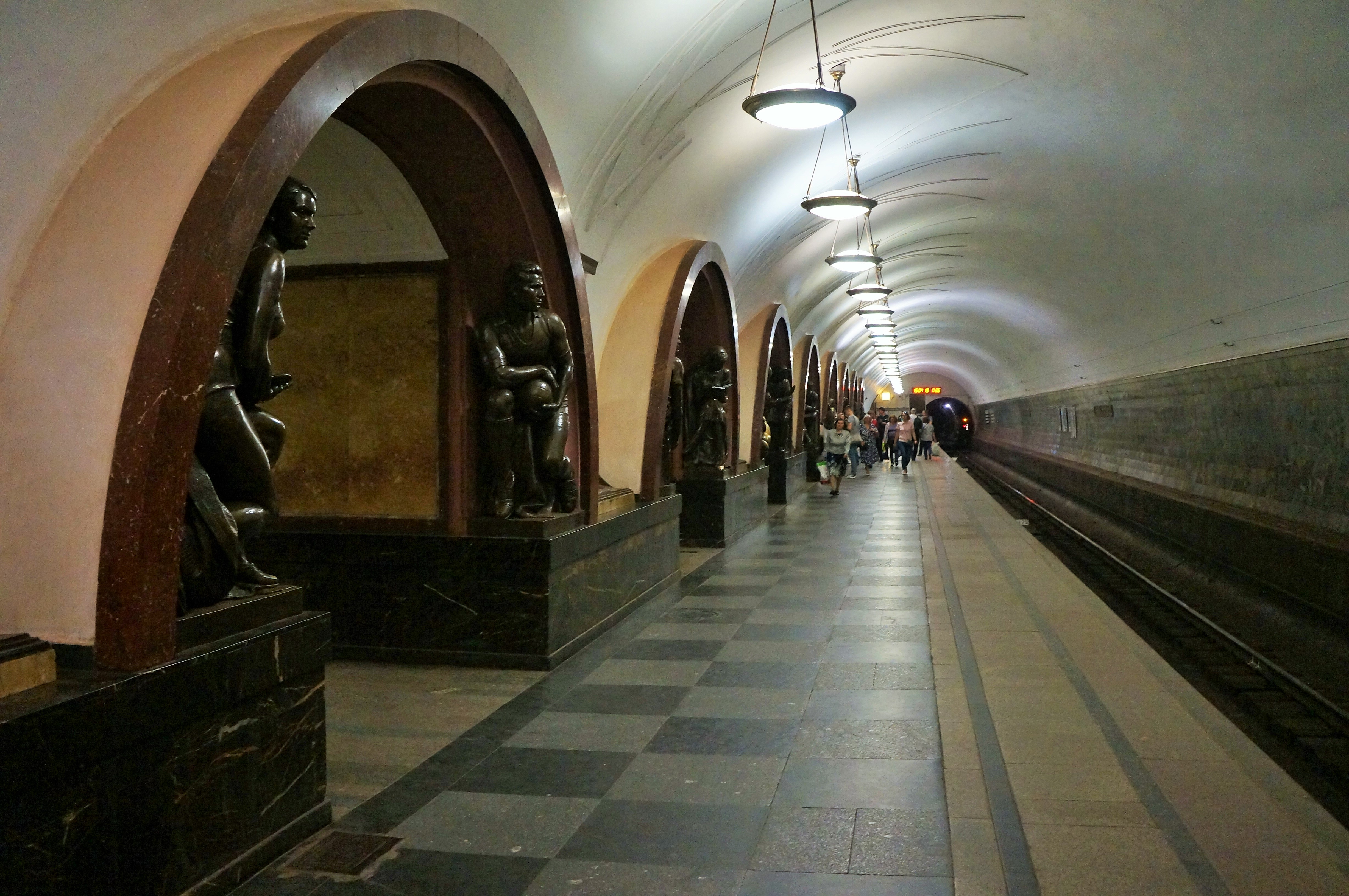
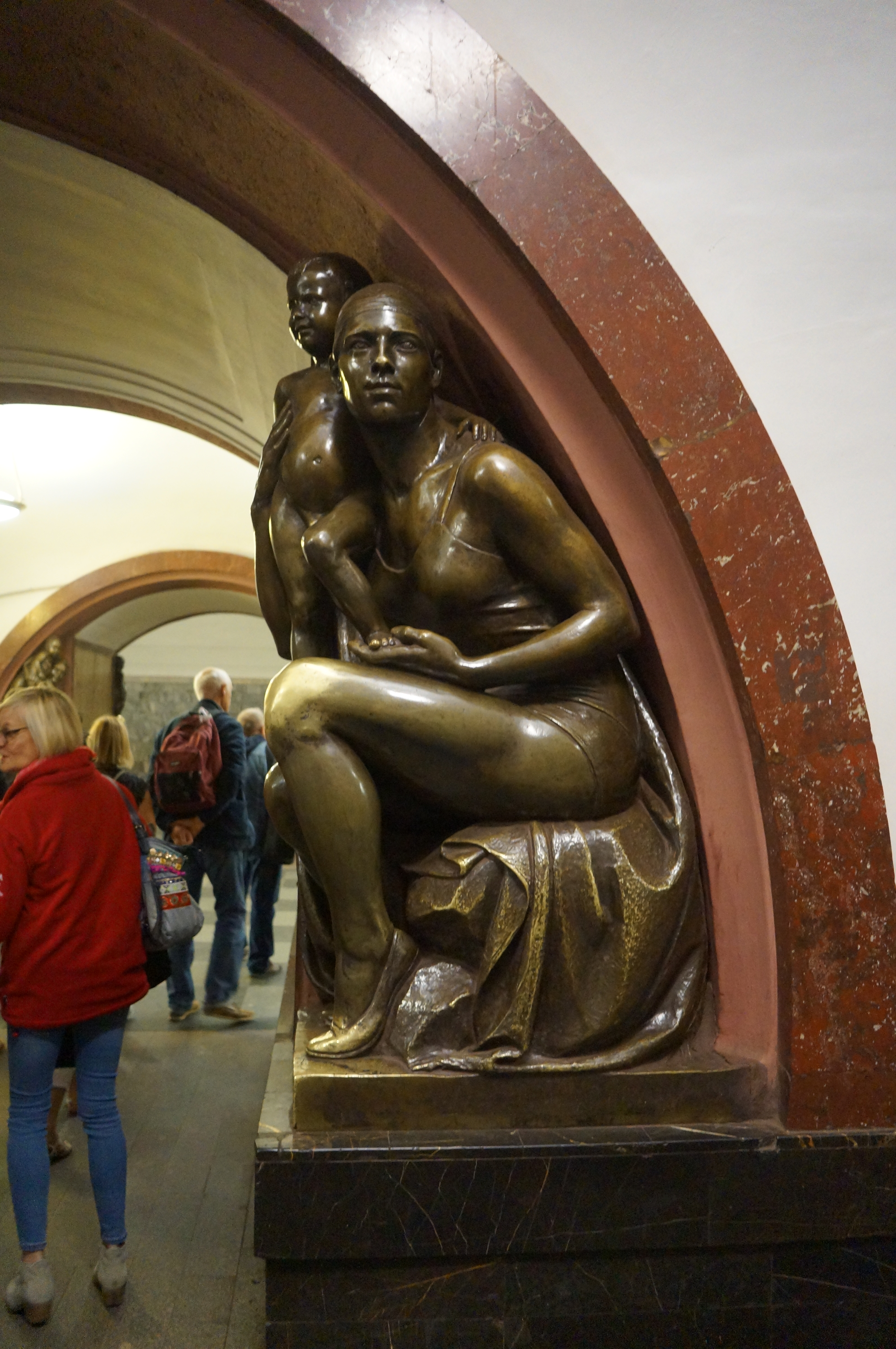

## Fordítás
- Ez a szócikk részben vagy egészben  a(z)   Площадь Революции (станция метро, Москва) című orosz Wikipédia-szócikk ezen változatának fordításán alapul.  Az eredeti cikk szerkesztőit annak laptörténete sorolja fel. Ez a jelzés csupán a megfogalmazás eredetét és a szerzői jogokat jelzi, nem szolgál a cikkben szereplő információk forrásmegjelöléseként.